# Ludwig Eberhard von Gemmingen (1719–1782)

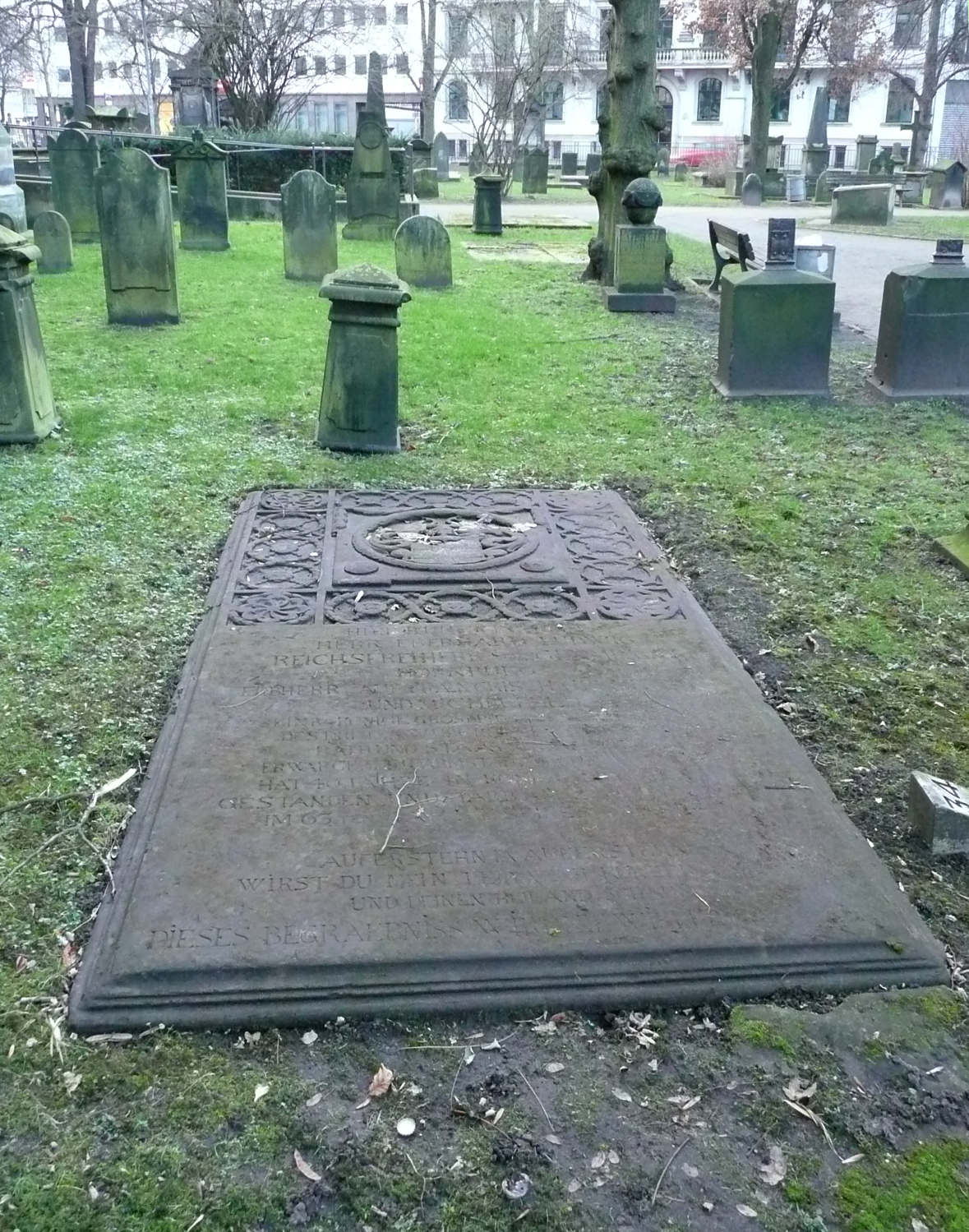
Grabmal auf dem Gartenfriedhof

Ludwig Eberhard von Gemmingen (* 9. November 1719; † 2. Juni 1782) war hannoverscher Regierungsrat und Staatsminister sowie Großvogt in Celle und Hannover.

## Leben
Er war ein Sohn des Ernst Ludwig von Gemmingen (1685–1743) und der Dorothea Barbara von Utterodt († 1769). Er studierte und war darauf eine Zeit in Wetzlar beim Reichskammergericht. Danach unternahm er Reisen nach England, Holland und Frankreich, wo er sich den dortigen Staatswissenschaften widmete. Nach seiner Rückkehr wurde er hannoverscher Regierungsrat, dann Gesandter beim Reichstag in Regensburg, später Staatsminister, Kurator von Göttingen und Großvogt in Celle und Hannover.
Da er unvermählt und ohne Nachkommen geblieben war, errichtete er 1781 sein Testament, in dem er seine Nichte Dorothea, die Tochter seines Bruders Hans Weiprecht (1723–1781), als Universalerbin seines zum Familienfideikommiss umgewandelten Allodialbesitzes einsetzte. Testamentarisch entrichtete er auch Stiftungen für das Schullehrerseminar in Hannover, für das dortige Armen- und Arbeitshaus sowie für die Kirche und das Armenwesen in Fränkisch-Crumbach.
Er erkrankte im Mai 1782 an der „russischen Krankheit“, an der er am 2. Juni 1782 verstarb. Er wurde auf dem Gartenfriedhof bei der Gartenkirche St. Marien in Hannover beigesetzt.